# Paul Locht
Paul Locht (født 13. oktober 1929 i Aarhus, Danmark, død 9. marts 2023) var en dansk håndboldspiller og roer.
Locht var stregspiller i AGF, og vandt med klubben i 1950'erne tre danske mesterskaber. Han spillede desuden 37 kampe for det danske landshold, og scorede blandt andet 11 mål i en landskamp mod Tyskland, hvilket på daværende tidspunkt var scoringsrekord for landsholdet.
Locht var desuden roer på eliteniveau, og var med i den danske firer uden styrmand, der sluttede på en samlet 13. plads ved OL 1952 i Helsinki. Knud Bruun Jensen, Carl Nielsen og Harry Nielsen udgjorde resten af bådens besætning. Locht var desuden med til at vinde en EM-sølvmedalje i firer uden styrmand ved EM 1951 i Mâcon.
I sit civile liv arbejdede Locht som kontorchef og socialchef ved Aarhus Kommune, og som forretningsfører for Børnenes Kontor.